# 浅科村
浅科村（あさしなむら）は、かつて長野県北佐久郡にあった村。
2005年（平成17年）4月1日合併にて新しい佐久市の一部となった。1970年代頃までは海野宿に勝る古街道の景観をもつ街並みだったが、その後失われた。

## 地理

### 隣接していた自治体
- 佐久市
- 小諸市
- 北佐久郡 望月町、北御牧村

## 歴史

### 村名の由来
浅間山と蓼科山の間に位置していることから、それぞれ一字ずつとって浅科という名前になった。

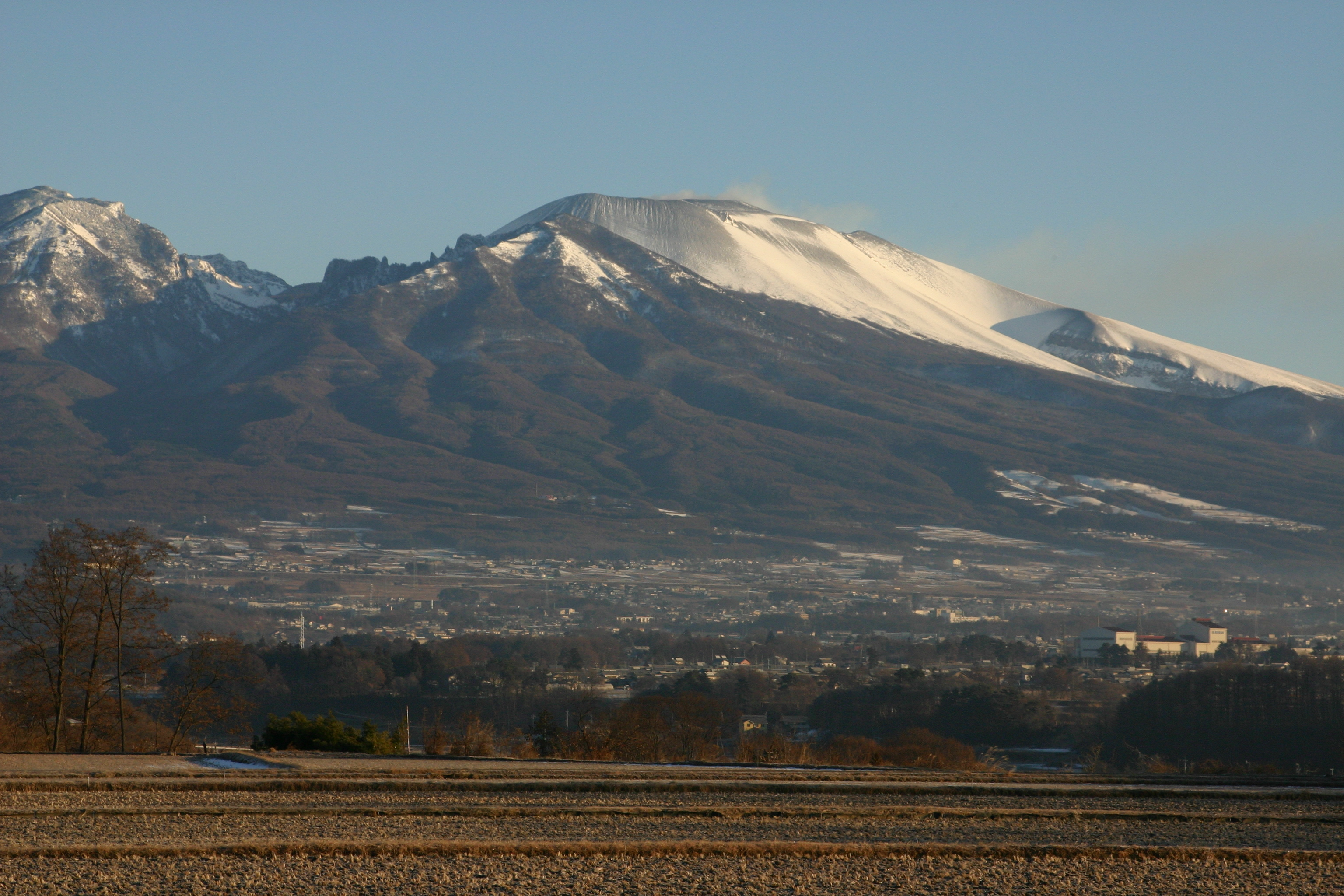
浅科より望む浅間山

### 沿革
- 1955年（昭和30年）1月15日 - 中津村・五郎兵衛新田村・南御牧村が合併して発足。
- 2005年（平成17年）4月1日 - 佐久市・望月町・南佐久郡臼田町と合併し、改めて佐久市が発足[1]。同日浅科村廃止。

## 名所・旧跡・特産品

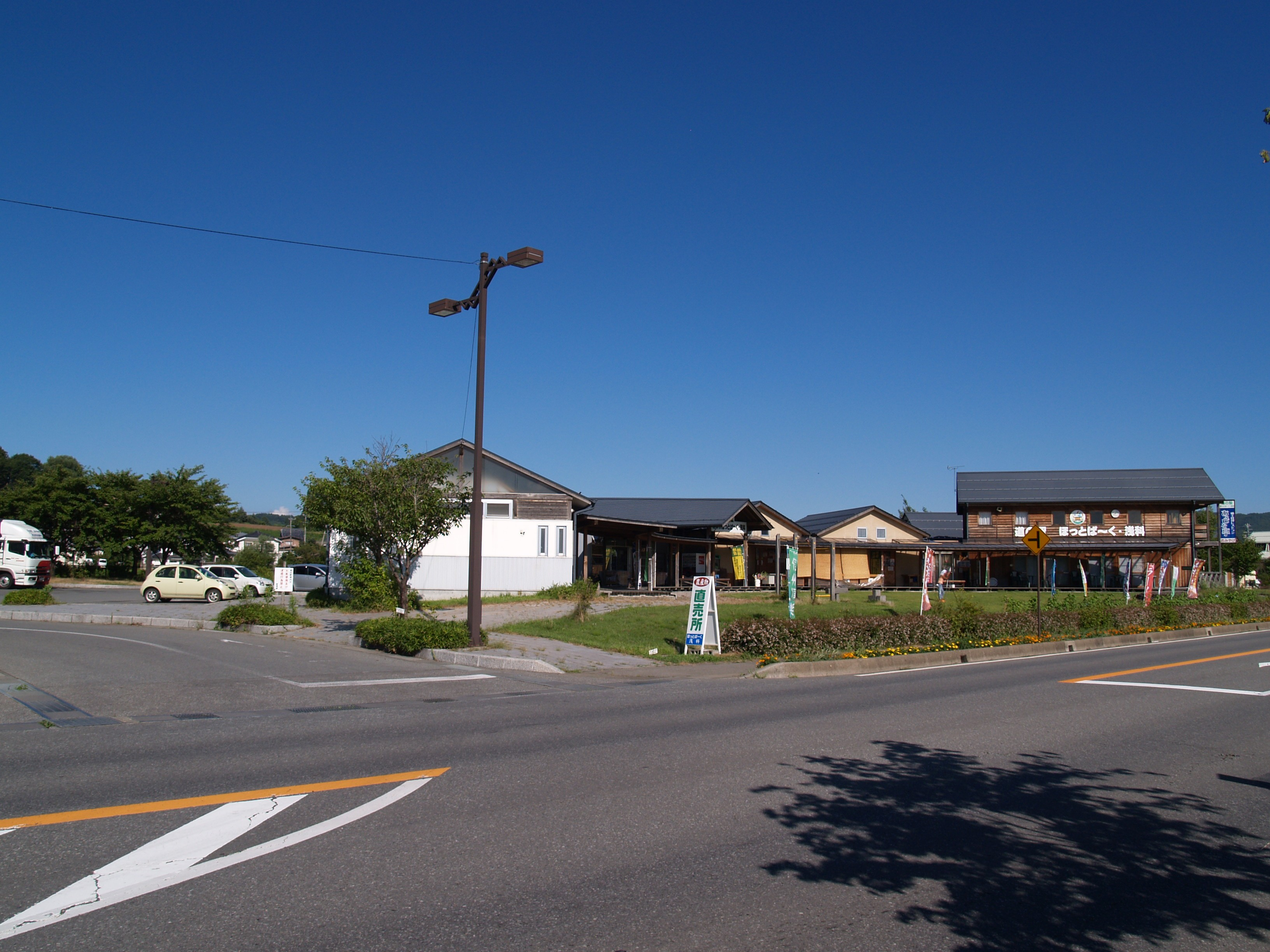
道の駅ほっとぱ〜く・浅科
- 五郎兵衛記念館
- 中山道塩名田宿
- 中山道八幡宿
- 八幡神社
- 凍み豆腐
- 五郎兵衛米

- 道の駅ほっとぱ〜く・浅科